# FC Terton
El FC Terton (también referido como FC Tertons en algunas fuentes) es un club de fútbol de la ciudad de Timbu, Bután; y que compite en la Liga Timbú y ha clasificado a la Liga Nacional de Bután, el máximo nivel del fútbol en Bután.

## Historia
El Terton FC hizo su debut en la Liga de Timbú 2015, la cual ganaron por tres puntos sobre el Thimphu FC y calificaron para la Liga Nacional de Bután 2015. 
Durante su temporada inaugural en la Liga Thimphu, ellos solo perdieron dos veces; 3–5 ante el Druk Star y 1–3 ante el Thimphu FC.
En su temporada debut en la Liga Nacional, obtuvieron el título, un premio de 10 millones de NU, y la calificación para la Copa AFC 2017.

## Honores
- Liga Timbú

2015
- Liga Nacional de Bután

2015

## Participación en competiciones de la AFC
| 2017 | AFC Cup | Clasificatoria | Tatung        | 0–0 |
| 2017 | AFC Cup | Clasificatoria | Sheikh Russel | 4–3 |